# Apple silicon
Les processeurs Apple silicon sont des processeurs SoC et SiP conçus par Apple et utilisant principalement l'architecture ARM. Ils sont la base des appareils iPhone, iPad et Apple Watch ainsi que de produits tels que le HomePod, l'iPod touch et l'Apple TV. Un SoC est également conçu pour sa gamme d'écouteurs sans fil AirPods appelé Apple H1. Le 22 juin 2020, la firme américaine annonce son intention de faire la transition des Macintosh vers ARM et de se passer à terme des processeurs Intel. Bien qu'Apple sous-traite toute sa fabrication, y compris celle de ses propres SoC, elle conçoit les processeurs et contrôle entièrement leur intégration dans le matériel et les logiciels de l'entreprise.

## Première série

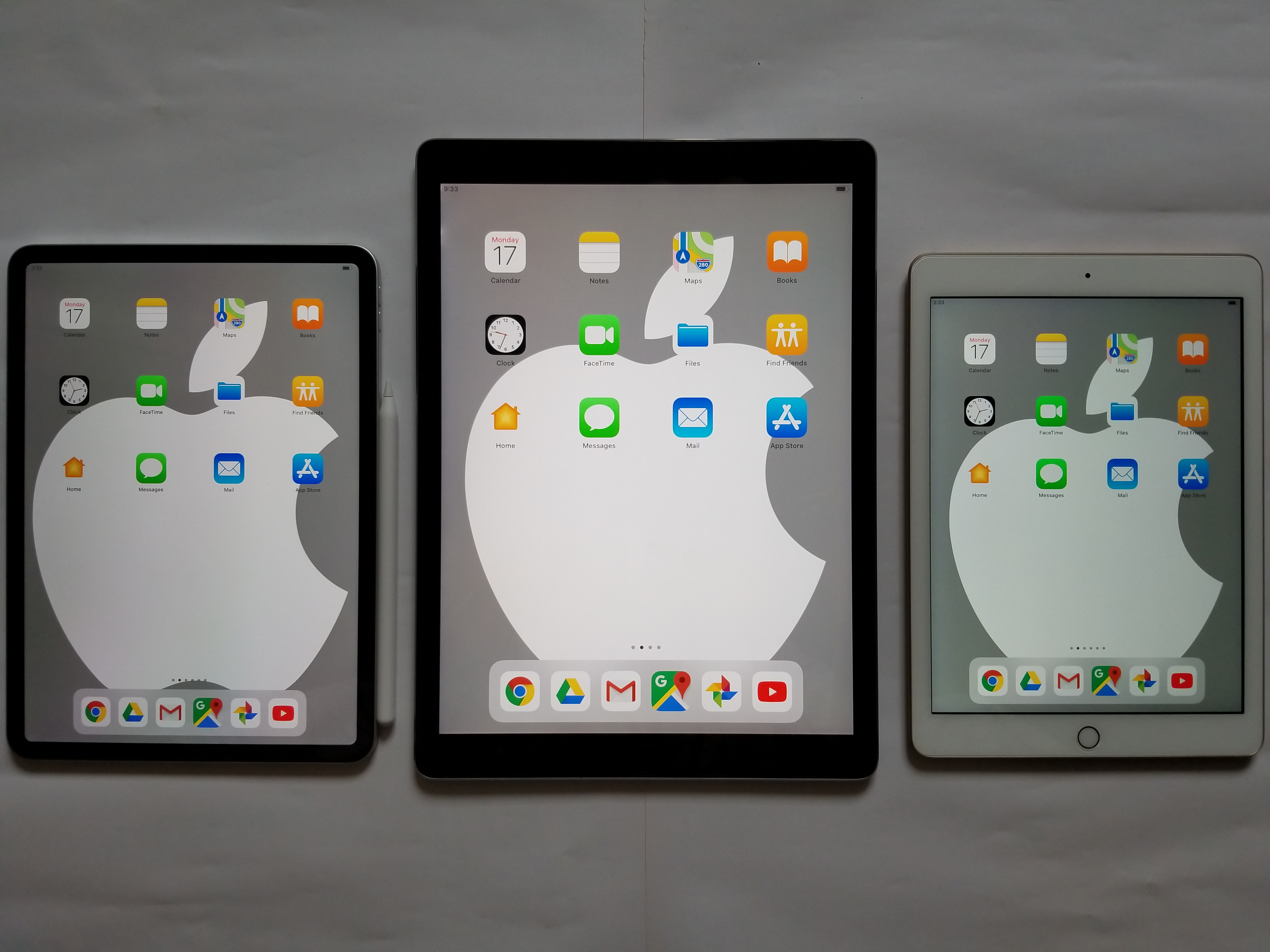
iPad Pro 11″ (silver), iPad Pro 12.9″ (space gray) et iPad 9.7″ (gold).

Apple a d'abord utilisé les SoC dans les premières versions de l'iPhone et de l'iPod touch. Ils combinent dans une seule puce un cœur de traitement (CPU) basé sur ARM, une unité de traitement graphique (GPU) et d'autres composants électroniques nécessaires à l'informatique mobile.
L'APL0098 (également dénommé 8900B ou S5L8900) est présenté le 29 juin 2007 lors du lancement de l'iPhone original. Il comprend un processeur ARM11 monocœur tournant à 412 MHz et un GPU PowerVR MBX Lite. Il a été fabriqué par Samsung avec un procédé de gravure de 90 nm.  L'iPhone 3G et l'iPod touch de première génération l'utilisent également.
L'APL0278  (également dénommé S 5L8720) est présenté le 9 septembre 2008, lors du lancement de l'iPod touch de deuxième génération. Il comprend un processeur ARM11 monocœur tournant à 533 MHz et un GPU PowerVR MBX Lite. Il a été fabriqué par Samsung avec un procédé à 65 nm,.
L'APL0298 (également dénommé S5L8920) est présenté le 8 juin 2009 lors du lancement de l'iPhone 3GS. Il comprend un processeur Cortex-A8 monocœur tournant à 600 MHz et un GPU PowerVR SGX535. Il a été fabriqué par Samsung sur un procédé à 65 nm.
L'APL2298 (également dénommé S5L8922) est une version rétractée 45 nm du SoC iPhone 3GS et est présenté le 9 septembre 2009 lors du lancement de l'iPod touch de troisième génération.

## Série A
La série Apple « A » est une famille de SoC utilisée dans certains modèles d'iPhone, iPad, iPod touch et l'Apple TV. Ces modèles intègrent un ou plusieurs cœurs de traitement (CPU) basés sur ARM, une unité de traitement graphique (GPU), une mémoire cache et d'autres composants électroniques nécessaires pour fournir les fonctions nécessaires à l'informatique mobile dans un seul package physique. Ils sont conçus par Apple. Les premières versions étaient fabriquées par Samsung, mais depuis l'iPhone 7, sorti en 2016, ils sont exclusivement fabriqués par TSMC.

### Apple A4
L'Apple A4 est un SoC PoP fabriqué par Samsung. Il combine un processeur ARM Cortex-A8 avec un GPU PowerVR et met l'accent sur l'efficacité énergétique. La puce a fait ses débuts dans le commerce avec la sortie de la tablette iPad d'Apple, suivie de peu par le smartphone iPhone 4, l'iPod touch de 4e génération et l' Apple TV de  2e génération. Il a été remplacé dans l'iPad 2, sorti l'année suivante, par le processeur Apple A5.
Apple A4 est basé sur l'architecture du processeur ARM. La première version publiée a fonctionné à 1 GHz pour l'iPad et contient un cœur de processeur ARM Cortex-A8 associé à un processeur graphique (GPU) PowerVR SGX 535, basé sur le procédé de fabrication de puce en silicium de 45 nm de Samsung,. La vitesse d'horloge des unités utilisées dans l'iPhone 4 et l'iPod touch (4e génération) est de 800 MHz. La vitesse d'horloge de l'unité utilisée dans l'Apple TV n'a pas été révélée. 
Il semblerait que le noyau Cortex-A8 utilisé dans l'A4 utilise des améliorations de performances développées par le concepteur de puces Intrinsity, acquis par Apple, en collaboration avec Samsung. Le noyau résultant de ces développements est surnommé Hummingbird. Il est capable de fonctionner à des fréquences d'horloge beaucoup plus élevées que les autres implémentations tout en restant entièrement compatible avec la conception Cortex-A8 fournie par ARM. D'autres améliorations de performances incluent une cache L2 supplémentaire. Le même cœur Cortex-A8 utilisé dans l'A4 est également utilisé dans le SoC S5PC110A01 de Samsung,. Le SGX535 de l'A4 pourrait théoriquement faire le rendu de 35 millions de polygones par seconde et 500 millions de pixels par seconde, bien que les performances réelles puissent être considérablement inférieures.
Le package du processeur A4 ne contient pas de RAM, mais prend en charge l'installation PoP. Par conséquent, il existe un paquet de deux fois 128 Mb de DDR SDRAM basse puissance (pour un total de 256 Mb) monté sur le dessus de l'A4 utilisé dans l'iPad de première génération, l' iPod touch de quatrième génération  et l'Apple TV de deuxième génération. L'iPhone 4 a deux paquets de 256 Mo de RAM pour un total de 512 Mb,,. 
La RAM est connectée au processeur à l'aide du bus AMBA 3 AXI 64 bits d'ARM. Pour prendre en charge la demande de l'iPad en bande passante graphique élevée, la largeur du bus de données RAM est le double de celle utilisée dans les précédents appareils Apple basés sur ARM11 et ARM9.

### Apple A5
L'Apple A5 est un SoC conçu par Apple et fabriqué par Samsung qui a remplacé l'A4. La puce a fait ses débuts dans le commerce avec la sortie de la tablette iPad 2 d'Apple en mars 2011, suivie plus tard dans l'année de sa sortie dans l'iPhone 4S. Apple affirme que, par rapport à son prédécesseur, l'A4, le CPU A5 « peut faire deux fois le travail » et le GPU a « jusqu'à neuf fois les performances graphiques ».
L'A5 contient un processeur double cœur ARM Cortex-A9  avec l'extension SIMD avancée d'ARM, commercialisé sous le nom de NEON, et un processeur graphique PowerVR SGX543MP2 double cœur. Ce GPU peut assurer le rendu d'entre 70 et 80 millions de polygones par seconde et a un taux de remplissage de pixels de 2 milliards de pixels par seconde. Apple annonce, sur la page des spécifications techniques de l'iPad 2, que l'A5 a une fréquence de 1 GHz , bien qu'il puisse ajuster dynamiquement sa fréquence pour économiser la batterie. La vitesse d'horloge de l'unité utilisée dans l'iPhone 4S est de 800 MHz. Comme l'A4, la taille du procédé de gravure de l'A5 est de 45 nm.
Une version mise à jour 32 nm du processeur A5 a été utilisée dans la troisième génération d'Apple TV, l'iPod touch (5e génération), l'iPad Mini et la nouvelle version de l'iPad 2 (version iPad2,4). La puce de l'Apple TV a un noyau verrouillé,. Les marquages sur la puce indiquent qu'elle s'appelle APL2498, et dans le logiciel, la puce s'appelle S5L8942. La variante 32 nm de l'A5 offre une durée de vie de la batterie environ 15 % supérieure pendant la navigation sur le Web, 30 % supérieure lors de la lecture de jeux 3D et une autonomie environ 20 % meilleure pendant la lecture vidéo.
En mars 2013, Apple a lancé une nouvelle version de l'Apple TV, la troisième génération (AppleTV3,2), contenant une version plus petite et monocœur du processeur A5. Contrairement aux autres variantes de l'A5, cette version n'est pas considérée comme un PoP, car elle n'a pas de RAM empilée. La puce est très petite, elle fait seulement 6,1 × 6,2 mm, mais comme la diminution de la taille n'est pas due à une diminution de la taille de gravure (elle est toujours basée sur une gravure de 32 nm), cela indique que cette version de l'A5 est d'une nouvelle conception. Les marquages sur la puce indiquent qu'elle s'appelle APL7498, mais dans le logiciel, la puce s'appelle S5L8947,.

### Apple A5X
L'Apple A5X est un SoC annoncé le 7 mars 2012, lors du lancement de l'iPad de troisième génération . C'est une variante haute performance de l'Apple A5 ; Apple affirme avoir doublé les performances graphiques de l'A5. Il a été remplacé dans l'iPad de quatrième génération par le processeur Apple A6X.
L'A5X dispose d'une unité graphique quad-core (PowerVR SGX543MP4), à comparer au précédent dual-core, ainsi que d'un contrôleur de mémoire quad-voie qui fournit une bande passante mémoire de 12,8 Go/s, soit environ trois fois plus que dans l'A5. Les cœurs graphiques ajoutés et les canaux de mémoire supplémentaires entraînent une très grande taille, 165 mm2, ce qui représente environ deux fois la taille de Nvidia Tegra 3. Cela est principalement dû à la grande taille du GPU PowerVR SGX543MP4. Il a été démontré que la fréquence d'horloge des deux cœurs ARM Cortex-A9 fonctionne à une fréquence d'1 GHz comme pour l'A5. La RAM dans l'A5X est séparée du package CPU principal.

### Apple A6
L'Apple A6 est un SoC PoP (en) présenté le 12 septembre 2012, lors du lancement de l'iPhone 5. Un an plus tard, il a également été intégré à l'iPhone 5C. Apple déclare qu'il est jusqu'à deux fois plus rapide que l'Apple A5 et possède jusqu'à deux fois sa puissance graphique. Il est 22 % plus petit et consomme moins d'énergie que l'A5 gravé a 45 nm.
L'A6 utilise un processeur dual-core ARMv7 à 1,3 GHZ personnalisé conçu par Apple, appelé Swift, plutôt qu'un processeur sous une licence d'ARM comme dans les conceptions précédentes, et intègre une unité de traitement graphique (GPU) triple cœur PowerVR SGX 543MP3  cadencé à 266 MHz. Le noyau Swift de l'A6 utilise un jeu d'instructions modifié, ARMv7s, comprenant certains éléments de l'ARM Cortex-A15, tels que la prise en charge d'Advanced SIMD v2 et VFPv4. L'A6 est fabriqué par Samsung avec une « grille métallique » (metal gate) à diélectrique high-κ (HKMG) gravé en 32 nm.

### Apple A6X
Apple A6X est un SoC présenté lors du lancement de l'iPad de quatrième génération le 23 octobre 2012. C'est une variante haute performance de l'Apple A6. Apple affirme que l'A6X a deux fois les performances du processeur et jusqu'à deux fois les performances graphiques de son prédécesseur, l'Apple A5X.
Comme l'A6, ce SoC continue d'utiliser le processeur Swift dual-core, mais il dispose d'un nouveau GPU quad core, d'une mémoire quad voie et d'une fréquence d'horloge du processeur de 1,4 GHz. Il utilise une unité de traitement graphique (GPU) quadricœur PowerVR SGX 554MP4 intégrée fonctionnant à 300 MHz et un sous-système de contrôle de mémoire à quatre canaux. Par rapport à l'A6, l'A6X est 30 % plus grand, mais il continue d'être fabriqué par Samsung avec une « grille métallique » (metal gate) à diélectrique high-κ (HKMG) gravé en 32 nm.

### Apple A7
L'Apple A7 est un SoC PoP 64 bits présenté le 10 septembre 2013 lors du lancement de l'iPhone 5S. La puce est également utilisée dans l'iPad Air, l'iPad Mini 2 et l' iPad Mini 3. Apple déclare qu'il est jusqu'à deux fois plus rapide et possède jusqu'à deux fois la puissance graphique par rapport à son prédécesseur l'Apple A6. La puce Apple A7 est la première puce 64 bits à être utilisée dans un smartphone.
L'A7 est conçu par Apple et a un processeur dual-core 64 bits ARMv8-A,,  cadencé à 1,3 GHz –1.4 Ghz   appelé Cyclone  et un GPU PowerVR G6430 intégré dans une configuration à quatre clusters. L'architecture ARMv8-A permet de doubler le nombre de registres de l'A7 par rapport à l'A6. Il dispose désormais de 31 registres à usage général d'une largeur de 64 bits et de 32 registres à virgule flottante / NEON d'une largeur de 128 bits chacun. L'A7 est fabriqué par Samsung avec une « grille métallique » (metal gate) à diélectrique high-κ (HKMG) gravé avec un  procédé 28 nm. La puce comprend plus de 1 milliard de transistors pour une taille de 102 mm2.

### Apple A8
L'Apple A8 est un SoC PoP 64 bits conçu par Apple et fabriqué par TSMC. Sa première apparition a eu lieu dans l'iPhone 6 et l'iPhone 6 Plus, qui ont été présentés le 9 septembre 2014. Un an plus tard, il est intégré à l'iPad Mini 4. Apple déclare qu'il a 25 % de performances de processeur en plus et 50 % de performances graphiques en plus, tout en ne consommant que 50 % de la puissance de l'Apple A7. Le 9 février 2018, Apple a lancé l'HomePod, qui est alimenté par un Apple A8 avec 1 Go de RAM.
L'A8 est conçu par Apple. Il contient un processeur dual-core ARMv8-A  64 bits à 1,4 GHz et un GPU PowerVR GX6450 personnalisé intégré dans une configuration à quatre clusters. Le GPU comprend des cœurs de shader personnalisés et un compilateur conçus par Apple. L'A8 est fabriqué avec un procédé 20 nm par TSMC, qui a remplacé Samsung en tant que fabricant des processeurs d'appareils mobiles d'Apple. Il contient 2 milliards de transistors. Malgré le double du nombre de transistors par rapport à l'A7, sa taille physique a été réduite de 13 % à 89 mm2 (non connu pour être une nouvelle microarchitecture, mais cela reste consistant avec le changement de taille de gravure).

### Apple A8X
L'Apple A8X est un SoC 64 bits conçu par Apple présenté lors du lancement de l'iPad Air 2 le 16 octobre 2014.  C'est une variante haute performance de l'Apple A8. Apple déclare qu'il a 40 % de performances de processeur en plus et 2,5 fois les performances graphiques de son prédécesseur, l'Apple A7.
Contrairement à l'A8, ce SoC utilise un processeur triple cœur, un nouveau GPU octa-core, une mémoire double canal et une fréquence d'horloge du processeur légèrement supérieure tournant à 1,5 GHz. Il utilise une unité de traitement graphique (GPU) octa-core personnalisée intégrée PowerVR GXA6850 fonctionnant à 450 MHz et un sous-système de mémoire à double canal. Il est fabriqué par TSMC avec leur procédé de fabrication 20 nm, et comprend 3 milliards de transistors.

### Apple A9
L'Apple A9 est un SoC 64 bits basé sur ARM conçu par Apple et présenté lors du lancement de l'iPhone 6S et 6S Plus, le 9 septembre 2015. Apple déclare qu'il a 70 % de performances de processeur en plus et 90 % de performances graphiques en plus par rapport à son prédécesseur, l'Apple A8. Il est produit par deux fabricants, une première pour un SoC Apple. Il est fabriqué par Samsung avec son procédé 14 nm FinFET LPE et par TSMC avec son procédé FinFET 16 nm. Il a ensuite été inclus dans l'iPhone SE de première génération et l' iPad de 5e génération. L'Apple A9 fut le dernier processeur fabriqué par Apple dans le cadre d'un contrat avec Samsung, depuis toutes les puces de la série A sont fabriquées par TSMC.

### Apple A9X
L'Apple A9X est un SoC 64 bits conçu par Apple qui a été annoncé le 9 septembre 2015 et sorti le 11 novembre 2015 lors du lancement de l'iPad Pro. D'après Apple il offre 80 % de performances CPU en plus et deux fois les performances GPU de son prédécesseur, l'Apple A8X. Il est fabriqué par TSMC en utilisant un procédé FinFET 16 nm.

### Apple A10 Fusion
L'Apple A10 Fusion est un SoC 64 bits ARMv8 basé sur ARM conçu par Apple et présenté lors du lancement de l'iPhone 7 et 7 Plus le 7 septembre 2016. L'A10 est également présent sur l'iPad 6e géneration (2018), l'iPad 7e génération (2019) et l'iPod touch de 7e génération. Il a une nouvelle conception ARM Big.LITTLE quatre cœurs avec deux cœurs haute performance et deux petits cœurs très efficaces au niveau énergétique. Il est 40 % plus rapide que l'A9, avec des performances graphiques 50 % supérieure. Il est fabriqué par TSMC avec son procédé FinFET 16 nm.

### Apple A10X Fusion
L'Apple A10X Fusion est un SoC 64 bits basé sur ARM (ARMv8), conçu par Apple et présenté lors du lancement de l'iPad Pro 10,5 « et la deuxième génération de l'iPad Pro 12,9 », qui ont tous deux été annoncés le 5 juin 2017. Il s'agit d'une variante de l'A10 et Apple affirme qu'il offre des performances de processeur 30 % plus rapides et des performances GPU 40 % plus rapides que son prédécesseur, l'A9X. Le 12 septembre 2017, Apple a annoncé que l'Apple TV 4K serait équipée d'une puce A10X. Il est fabriqué par TSMC avec son procédé FinFET 10 nm.

### Apple A11 Bionic
L'Apple A11 Bionic est un SoC 64 bits ARMv8 basé ARM conçu par Apple et présenté lors du lancement de l'iPhone 8, l'iPhone 8 Plus et l'iPhone X le 12 septembre 2017. Il dispose de deux cœurs haute performance qui sont 25 % plus rapides que l'A10 Fusion et de quatre cœurs haute efficacité qui sont 70 % plus rapides que les cœurs écoénergétiques de l'A10. Il s'agit également de la première puce de la série A à intégrer le « Neural Engine » d'Apple, qui améliore l'intelligence artificielle et les processus d'apprentissage automatique.

### Apple A12 Bionic
L'Apple A12 Bionic est un SoC 64 bits ARMv8 conçu par Apple et présenté lors du lancement des iPhone XS, XS Max et XR le 12 septembre 2018. Il équipe également les modèles 2019 de l'iPad Air et de l'iPad Mini. Il dispose de deux cœurs haute performance qui sont 15 % plus rapides que l'A11 Bionic et de quatre cœurs haute efficacité qui consomment 50 % d'énergie en moins que les cœurs écoénergétiques de l'A11 Bionic. L'A12 est fabriqué par TSMC utilisant un procédé de gravure FinFET 7 nm, une première pour une puce de smartphone,.

### Apple A12X Bionic
L'Apple A12X Bionic est un SoC 64 bits basé sur ARM, conçu par Apple qui est apparu pour la première fois dans l'iPad Pro 11,0 « et la troisième génération de l'iPad Pro 12,9 », tous deux annoncés le 30 octobre 2018. Il offre des performances de processeur monocœur 35 % plus rapides  (90 % en multicœur) que son prédécesseur, l'A10X. Il dispose de quatre cœurs haute performance et de quatre cœurs haute efficacité. L'A12X est fabriqué par TSMC à l'aide d'un procédé 7 nm FinFET, une première pour une puce de tablette.

### Apple A12Z Bionic
L'Apple A12Z Bionic est un SoC 64 bits basé sur ARM conçu par Apple sur la base de l'A12X qui est apparu pour la première fois dans l'iPad Pro de quatrième génération, qui a été annoncé le 18 mars 2020. L'A12Z est également utilisé dans l'ordinateur prototype du Developer Transition Kit qui aide les développeurs à préparer leurs logiciels pour Mac basés sur Apple silicon.

### Apple A13 Bionic
L'Apple A13 Bionic est un SoC 64 bits basé sur ARM conçu par Apple qui est apparu pour la première fois dans les iPhone 11, 11 Pro et 11 Pro Max, qui ont été présentés le 10 septembre 2019. Il est également présent dans l'iPhone SE de deuxième génération qui a été présenté le 15 avril 2020.
L'ensemble du SoC A13 Bionic comprend un total de 18 cœurs : un CPU à six cœurs, un GPU à quatre cœurs et un processeur Neural Engine à huit cœurs, destiné à la gestion des processus d'apprentissage automatique embarqués ; quatre des six cœurs du CPU sont des cœurs de faible puissance destinés à la gestion d'opérations moins gourmandes en ressources processeur, telles que les appels vocaux, la navigation sur le web et l'envoi de messages, tandis que deux cœurs plus performants ne sont utilisés que pour avoir accès à plus de processeur lors des processus intensifs, tels que l'enregistrement de vidéo 4K ou l'utilisation de jeux vidéo.

### Apple A14 Bionic
L'Apple A14 Bionic est un SoC 64 bits basé sur ARM conçu par Apple qui apparaît pour la première fois dans l'iPad Air 2020 le 15 septembre 2020. Il s'agit du premier processeur 5 nm disponible dans le commerce et il contient 11,8 milliards de transistors et un processeur AI à 16 cœurs. Il comprend la RAM Samsung LPDDR4X et un CPU à 6 cœurs et un processeur graphique (GPU) à 4 cœurs avec des capacités d'apprentissage automatique en temps réel.
La gamme 2020 d'iPhone (iPhone 12 mini, iPhone 12, iPhone 12 Pro, iPhone 12 Pro Max) inclut les SoC A14 Bionic.

### Apple A15 Bionic
L'Apple A15 Bionic est un SoC ARM 64 bits conçu par Apple et dévoilé le 14 septembre 2021. Il équipe l'iPhone 13 et l'iPad mini 6. Il embarque 15 milliards de transistors et un moteur neuronal à 16 cœurs capable d'effectuer 15,8 milliards d'opérations par seconde. Pour la première fois, Apple inclut deux variantes différentes de leur système sur puce, l'une avec un GPU 5 cœurs pour l'iPhone 13 Pro, 13 Pro Max et l'iPad mini 6, et l'une avec un GPU 4 cœurs pour l'iPhone 13 et 13 mini. Apple ne fournit pas de comparaison avec son prédécesseur, l'A14 Bionic.

### Apple A16 Bionic
L'Apple A16 Bionic est un SoC ARM 64 bits conçu par Apple et dévoilé le 7 septembre 2022. Il équipe les iPhone 14 Pro, 14 Pro Max et l'iPhone 15. Il contient 6 cœurs CPU (4 efficaces et 2 économes), 5 cœurs GPU, et un moteur neuronal à 16 cœurs.

### Apple A17 Pro
L'Apple A17 Pro est un système sur une puce 64 bits ARM conçu par Apple Inc. et produit par TSMC. Il est utilisé dans les modèles d'iPhone 15 Pro et iPhone 15 Pro Max uniquement. Il comporte 6 cœurs CPU (4 efficaces et 2 économes), 6 cœurs GPU, et un moteur neuronal (NPU) à 16 cœurs.

### Apple A18 et A18 Pro
L’Apple A18 et l’A18 Pro sont des SoC ARM 64 bits conçus par Apple et dévoilés le 9 septembre 2024. L’A18 intègre un CPU à six cœurs, comprenant deux cœurs haute performance et quatre cœurs à faible consommation, ainsi qu’un GPU à cinq cœurs. Sur l’iPhone 16e, l’A18 se limite toutefois à un GPU à quatre cœurs. De son côté, l’A18 Pro se distingue par un GPU plus puissant à six cœurs.

### Comparaison
| Nom         | Numéro du Modèle | Image     | Technologie des semi-conducteurs | Die (taille) | Nombre de Transistors | CPU ISA                           | CPU                                                           | CPU (cache)                                         | GPU                                                              | Accélérateur IA                                           | Technologie de la mémoire                              | Lancement                    | Utilisé dans les appareils                                                                              | OS d'origine         | Dernier OS                    |
| ----------- | ---------------- | --------- | -------------------------------- | ------------ | --------------------- | --------------------------------- | ------------------------------------------------------------- | --------------------------------------------------- | ---------------------------------------------------------------- | --------------------------------------------------------- | ------------------------------------------------------ | ---------------------------- | --- | -------------------- | ----------------------------- |
|             | APL0098          |           | 90 nm                            | 72 mm2       |                       | ARMv6                             | 412 MHz single-core ARM11                                     | L1i: 16 KB L1d: 16 KB                               | PowerVR MBX Lite @ 103 MHz\|                                     | N/A                                                       | 16-bit Single-voie 133 MHz LPDDR (533 MB/s)            | Juin 2007                    | - iPhone 2G - iPod Touch (1re génération) - iPhone 3G                                                   | iPhone OS 1.0        | iOS 4.2.1                     |
|             | APL0278          |           | 65 nm                            | 36 mm2       |                       | ARMv6                             | 412–533 MHz single-core ARM11                                 | L1i: 16 KB L1d: 16 KB                               | PowerVR MBX Lite @ 133 MHz                                       | N/A                                                       | 32-bit Single-voie 133 MHz LPDDR (1066 MB/s)           | Septembre 2008               | - iPod Touch (2e génération) - iPod Nano (4e génération)                                                | iPhone OS 2.1.1      | iOS 4.2.1                     |
|             | APL0298          |           | 65 nm                            | 71.8 mm2     |                       | ARMv7                             | 600 MHz single-core Cortex-A8                                 | L1i: 32 KB L1d: 32 KB L2: 256 KB                    | PowerVR SGX535                                                   | N/A                                                       | 32-bit Single-voie 200 MHz LPDDR (1.6 GB/s)            | Juin 2009                    | - iPhone 3GS                                                                                            | iPhone OS 3.0        | iOS 6.1.6                     |
| APL2298     |                  | 45 nm     | 41.6 mm2                         |              | ARMv7                 | 600–800 MHz single-core Cortex-A8 | L1i: 32 KB L1d: 32 KB L2: 256 KB                              | PowerVR SGX535 @ 200 MHz                            | N/A                                                              | 32-bit Single-voie 200 MHz LPDDR (1.6 GB/s)               | Septembre 2009                                         | - iPod Touch (3e génération) | iPhone OS 3.1.1                                                                                         | iOS 5.1.1            |                               |
| A4          | APL0398          |           | 45 nm,                           | 53.3 mm2,    |                       | ARMv7                             | 0.8–1.0 GHz single-core Cortex-A8                             | L1i: 32 KB L1d: 32 KB L2: 512 KB                    | PowerVR SGX535                                                   | N/A                                                       | 32-bit Double canal 200 MHz LPDDR (3.2 GB/s)           | Mars 2010                    | - iPad (1re génération) - iPhone 4 - iPod Touch (4e génération) - Apple TV (2e génération)              | iPhone OS 3.2        | iOS 5.1.1 iOS 6.1.6 iOS 7.1.2 |
| A5          | APL0498          |           | 45 nm                            | 122.2 mm2    |                       | ARMv7                             | 0.8–1.0 GHz dual-core Cortex-A9                               | L1i: 32 KB L1d: 32 KB L2: 1 MB                      | PowerVR SGX543MP2 (dual-core) @ 200 MHz (12.8 GFLOPS)            | N/A                                                       | 32-bit Double canal 400 MHz LPDDR2-800 (6.4 GB/s)      | Mars 2011                    | - iPad 2 (iPad2,1; iPad2,2; iPad2,3) - iPhone 4S                                                        | iOS 4.3              | iOS 9.3.5 iOS 9.3.6           |
| A5          | APL2498          |           | 32 nm HK MG                      | 69.6 mm2     |                       | ARMv7                             | 0.8–1.0 GHz dual-core Cortex-A9 (one core locked in Apple TV) | L1i: 32 KB L1d: 32 KB L2: 1 MB                      | PowerVR SGX543MP2 (dual-core) @ 200 MHz (12.8 GFLOPS)            | N/A                                                       | 32-bit Double canal 400 MHz LPDDR2-800 (6.4 GB/s)      | Mars 2012                    | - Apple TV (3e génération) - iPad 2 (iPad2,4) - iPod Touch (5e génération) - iPad Mini (1re génération) | iOS 5.1              | iOS 9.3.5 iOS 9.3.6           |
| A5          | APL7498          |           | 32 nm HKMG                       | 37.8 mm2     |                       | ARMv7                             | Single-core Cortex-A9                                         | L1i: 32 KB L1d: 32 KB L2: 1 MB                      | PowerVR SGX543MP2 (dual-core) @ 200 MHz (12.8 GFLOPS)            | N/A                                                       | 32-bit Dual-voie 400 MHz LPDDR2-800 (6.4 GB/s)         | Mars 2013                    | - Apple TV (3e génération) (AppleTV3,2)                                                                 |                      |                               |
| A5X         | APL5498          |           | 45 nm                            | 165 mm2      |                       | ARMv7                             | 1.0 GHz dual-core Cortex-A9                                   | L1i: 32 KB L1d: 32 KB L2: 1 MB                      | PowerVR SGX543MP4 (quad-core) @ 200 MHz (25 GFLOPS)              | N/A                                                       | 32-bit Quadruple canal 400 MHz LPDDR2-800 (12.8 GB/s)  | Mars 2012                    | - iPad (3e génération)                                                                                  | iOS 5.1              | iOS 9.3.5 iOS 9.3.6           |
| A6          | APL0598          |           | 32 nm HKMG,                      | 96.71 mm2,   |                       | ARMv7                             | 1.3 GHz dual-core Swift                                       | L1i: 32 KB L1d: 32 KB L2: 1 MB                      | PowerVR SGX543MP3 (triple-core) @ 266 MHz (25.5 GFLOPS)          | N/A                                                       | 32-bit Double canal 533 MHz LPDDR2-1066 (8.528 GB/s)   | Septembre 2012               | - iPhone 5 - iPhone 5C                                                                                  | iOS 6.0              | iOS 10.3.3 iOS 10.3.4         |
| A6X         | APL5598          |           | 32 nm HKMG                       | 123 mm2      |                       | ARMv7                             | 1.4 GHz dual-core Swift                                       | L1i: 32 KB L1d: 32 KB L2: 1 MB                      | PowerVR SGX554MP4 (quad-core) @ 266 MHz (68.1 GFLOPS),           | N/A                                                       | 32-bit Quadruple canal 533 MHz LPDDR2-1066 (17.1 GB/s) | Octobre 2012                 | - iPad (4e génération                                                                                   | iOS 6.0              | iOS 10.3.3 iOS 10.3.4         |
| A7          | APL0698          |           | 28 nm HKMG                       | 102 mm2      | ≈1 milliard           | ARMv8.0-A                         | 1.3 GHz dual-core Cyclone                                     | L1i: 64 KB L1d: 64 KB L2: 1 MB L3: 4 MB (Inclusive) | PowerVR G6430 (quad-core) @ 450 MHz (115.2 GFLOPS),              | N/A                                                       | 64-bit Single-voie 800 MHz LPDDR3-1600 (12.8 GB/s)     | Septembre 2013               | - iPhone 5S - iPad Mini 2 - iPad Mini 3                                                                 | iOS 7.0              | iOS 12.4.8                    |
| A7          | APL5698          |           | 28 nm HKMG                       | 102 mm2,     | ≈1 milliard           | ARMv8.0-A                         | 1.4 GHz dual-core Cyclone                                     | L1i: 64 KB L1d: 64 KB L2: 1 MB L3: 4 MB (Inclusive) | PowerVR G6430 (quad-core) @ 450 MHz (115.2 GFLOPS)               | N/A                                                       | 64-bit Single-voie 800 MHz LPDDR3-1600 (12.8 GB/s)     | Octobre 2013                 | - iPad Air (1re génération)                                                                             | iOS 7.0.3            | iOS 12.4.8                    |
| A8          | APL1011          |           | 20 nm (TSMC)                     | 89 mm2       | ~2 milliards          | ARMv8.0-A                         | 1.1–1.5 GHz dual-core Typhoon,                                | L1i: 64 KB L1d: 64 KB L2: 1 MB L3: 4 MB (Inclusive) | Custom PowerVR GXA6450 (quad-core), @ ~533 MHz (136.5 GFLOPS)    | N/A                                                       | 64-bit Single-voie 800 MHz LPDDR3-1600 (12.8 GB/s)     | Septembre 2014               | - iPhone 6 - iPhone 6 Plus - iPod Touch (6e génération - iPad Mini 4 - Apple TV HD - HomePod            | iOS 8.0 tvOS 9.0     | iOS 12.4.8 Actuel             |
| A8X         | APL1012          |           | 20 nm (TSMC),                    | 128 mm2      | ~3 milliards          | ARMv8.0-A                         | 1.5 GHz triple-core Typhoon,                                  | L1i: 64 KB L1d: 64 KB L2: 2 MB L3: 4 MB (Inclusive) | Custom PowerVR GXA6850 (octa-core), @ ~450 MHz (230.4 GFLOPS)    | N/A                                                       | 64-bit Double canal 800 MHz LPDDR3-1600 (25.6 GB/s)    | Octobre 2014                 | - iPad Air 2                                                                                            | iOS 8.1              | Actuel                        |
| A9          | APL0898          |           | 14 nm FinFET (Samsung)           | 96 mm2       | >2 milliards          | ARMv8.0-A                         | 1.85 GHz dual-core Twister,                                   | L1i: 64 KB L1d: 64 KB L2: 3 MB L3: 4 MB (Victim),   | Custom PowerVR GT7600 (hexa-core), @ 650 MHz (249.6 GFLOPS)      | N/A                                                       | 64-bit Single-voie 1600 MHz LPDDR4-3200, (25.6 GB/s)   | Septembre 2015               | - iPhone 6s - iPhone 6s Plus - iPhone SE (1re génération) - iPad (5e génération)                        | iOS 9.0              | Actuel                        |
| A9          | APL1022          |           | 16 nm FinFET (TSMC)              | 104.5 mm2    | >2 milliards          | ARMv8.0-A                         | 1.85 GHz dual-core Twister,                                   | L1i: 64 KB L1d: 64 KB L2: 3 MB L3: 4 MB (Victim),   | Custom PowerVR GT7600 (hexa-core), @ 650 MHz (249.6 GFLOPS)      | N/A                                                       | 64-bit Single-voie 1600 MHz LPDDR4-3200, (25.6 GB/s)   | Septembre 2015               | - iPhone 6s - iPhone 6s Plus - iPhone SE (1re génération) - iPad (5e génération)                        | iOS 9.0              | Actuel                        |
| A9X         | APL1021          |           | 16 nm FinFET (TSMC)              | 143.9 mm2,   | >3 milliards          | ARMv8.0-A                         | 2.16–2.26 GHz dual-core Twister,                              | L1i: 64 KB L1d: 64 KB L2: 3 MB L3: none,            | Custom PowerVR GTA7850 (12-core), @ 650 MHz (499.2 GFLOPS)       | N/A                                                       | 64-bit Double canal 1600 MHz LPDDR4-3200 (51.2 GB/s)   | November 2015                | - iPad Pro (12.9-inch) (1re génération) - iPad Pro (9.7-inch)                                           | iOS 9.1              | Actuelle                      |
| A10 Fusion  | APL1W24          |           | 16 nm FinFET (TSMC)              | 125 mm2      | 3.3 milliards         | ARMv8.1-A                         | 2.34 GHz quad-core (2× Hurricane + 2× Zephyr)                 | L1i: 64 KB L1d: 64 KB L2: 3 MB L3: 4 MB             | Custom PowerVR GT7600 Plus (hexa-core), @ 900 MHz (345.6 GFLOPS) | N/A                                                       | 64-bit Single-voie 1600 MHz LPDDR4 (25.6 GB/s)         | Septembre 2016               | - iPhone 7 - iPhone 7 Plus - 6e génération) - iPod Touch (7e génération)                                | iOS 10.0             | Actuel                        |
| A10X Fusion | APL1071          |           | 10 nm FinFET (TSMC)              | 96.4 mm2     | >4 billion            | ARMv8.1-A                         | 2.36 GHz hexa-core (3× Hurricane + 3× Zephyr)                 | L1i: 64 KB L1d: 64 KB L2: 8 MB L3: none             | Custom PowerVR GT7600 Plus (12-core), ~@ 1000 MHz (~768 GFLOPS)  | N/A                                                       | 64-bit Double canal 1600 MHz LPDDR4, (51.2 GB/s)       | Juin 2017                    | - iPad Pro (10.5-inch) - iPad Pro (12.9-inch) (2e génération) - Apple TV 4K                             | iOS 10.3.2 tvOS 11.0 | Actuel                        |
| A11 Bionic  | APL1W72          |           | 10 nm FinFET (TSMC)              | 87.66 mm2    | 4.3 milliards         | ARMv8.2-A                         | 2.39 GHz hexa-core (2× Monsoon + 4× Mistral)                  | L1i: 64 KB L1d: 64 KB L2: 8 MB L3: none             | Custom design (triple-core) ~@ 1066 MHz (~408 GFLOPS)            | Neural Engine (dual-core) 600 BOPS                        | 64-bit Single-voie 2133 MHz LPDDR4X, (34.1 GB/s)       | Septembre 2017               | - iPhone 8 - iPhone 8 Plus - iPhone X                                                                   | iOS 11.0             | Actuel                        |
| A12 Bionic  | APL1W81          |           | 7 nm FinFET (TSMC N7)            | 83.27 mm2    | 6.9 milliards         | ARMv8.3-A                         | 2.49 GHz hexa-core (2× Vortex + 4× Tempest)                   | L1i: 128 KB L1d: 128 KB L2: 8 MB L3: none           | Custom design (quad-core) ~@ 1125 MHz (~576 GFLOPS)              | Neural Engine (octa-core) 5 TOPS                          | 64-bit Single-voie 2133 MHz LPDDR4X, (34.1 GB/s)       | Septembre 2018               | - iPhone XS - iPhone XS Max - iPhone XR - iPad Air 3 - iPad Mini 5 - iPad (8e génération)               | iOS 12.0             | Actuel                        |
| A12X Bionic | APL1083          |           | 7 nm FinFET (TSMC N7)            | ≈135 mm2     | 10 milliards          | ARMv8.3-A                         | 2.49 GHz octa-core (4× Vortex + 4× Tempest)                   | L1i: 128 KB L1d: 128 KB L2: 8 MB L3: none           | Custom design (hepta-core) ~@1340 MHz (~1200 GFLOPS)             | Neural Engine (octa-core) 5 TOPS                          | 64-bit Double canal 2133 MHz LPDDR4X (68.2 GB/s)       | Octobre 2018                 | - iPad Pro (11-inch) (1re génération) - iPad Pro (12.9-inch) (3e génération)                            | iOS 12.1             | Actuel                        |
| A12Z Bionic | APL1083          |           | 7 nm FinFET (TSMC N7)            | ≈135 mm2     | 10 milliards          | ARMv8.3-A                         | 2.49 GHz octa-core (4× Vortex + 4× Tempest)                   | L1i: 128 KB L1d: 128 KB L2: 8 MB L3: none           | Custom design (octa-core) ~@ 1266 MHz (~1296 GFLOPS)             | Neural Engine (octa-core) 5 TOPS                          | 64-bit Double canal 2133 MHz LPDDR4X (68.2 GB/s)       | Mars 2020                    | - iPad Pro (11-inch) (2e génération) - iPad Pro (12.9-inch) (4e génération)                             | iPadOS 13.4          | Actuel                        |
| A12Z Bionic | APL1083          | Juin 2020 | 7 nm FinFET (TSMC N7)            | ≈135 mm2     | 10 milliards          | ARMv8.3-A                         | 2.49 GHz octa-core (4× Vortex + 4× Tempest)                   | L1i: 128 KB L1d: 128 KB L2: 8 MB L3: none           | Custom design (octa-core) ~@ 1266 MHz (~1296 GFLOPS)             | Neural Engine (octa-core) 5 TOPS                          | 64-bit Double canal 2133 MHz LPDDR4X (68.2 GB/s)       | - Developer Transition Kit   | macOS 11 "Big Sur" (Beta)                                                                               | Actuel               |                               |
| A13 Bionic  | APL1W85          |           | 7 nm FinFET (TSMC N7P)           | 98.48 mm2    | 8.5 milliards         | ARMv8.4-A                         | 2.65 GHz hexa-core (2× Lightning + 4× Thunder)                | L1i: 128 KB L1d: 128 KB L2: 8 MB L3: none           | Custom design (quad-core) ~@ 1575 MHz (~806 GFLOPS)              | Neural Engine (octa-core) + AMX blocks (dual-core) 6 TOPS | 64-bit Single-voie 2133 MHz LPDDR4X (34.1 GB/s)        | Septembre 2019               | - iPhone 11 - iPhone 11 Pro - iPhone 11 Pro Max - iPhone SE (2020)                                      | iOS 13.0             | Actuel                        |
| A14 Bionic  | APL1W87          |           | 5 nm FinFET (TSMC N5)            |              | 11.8 milliards        |                                   | hexa-core (2× Firestorm + 4× Icestorm)                        |                                                     | Custom design (quad-core)                                        | Neural Engine (16-cœur) 11 TOPS                           | LPDDR5 (Samsung)                                       | Septembre 2020               | - iPad Air 4 - iPhone 12 Mini - iPhone 12 - iPhone 12 Pro - iPhone 12 Pro Max                           | iOS 14.0             | Actuel                        |

## Série C
La série Apple « C » est une famille de puces de modem cellulaire.

### Apple C1
L'Apple C1 est la première génération de puces de modem cellulaire d'Apple, utilisée pour la première fois dans l'iPhone 16e. 

## Série S
La série Apple « S » est une famille de system in package (SiP) utilisée dans l' Apple Watch. Elle utilise un processeur personnalisé qui, avec la mémoire, le stockage et les processeurs de prise en charge pour la connectivité sans fil, les capteurs et les entrées-sorties (E/S) constituent un ordinateur complet dans un seul boîtier. Ils sont conçus par Apple et fabriqués par des fabricants sous contrat tels que Samsung.

### Apple S1
L'Apple S1 est un ordinateur intégré conçu par Apple. Il comprend des circuits de mémoire, de stockage et de support tels que des modems sans fil et des contrôleurs d'entrées-sorties (E/S) dans un boîtier intégré scellé. Il a été annoncé le 9 septembre 2014 dans le cadre de l'événement Wish we could say more. Sa première apparition était dans la première Apple Watch.

### Apple S1P
Utilisé dans l'Apple Watch Series 1. Il dispose d'un processeur dual-core presque identique au S2, à l'exception du récepteur GPS intégré.

### Apple S2
Utilisé dans l'Apple Watch Series 2. Il dispose d'un processeur double cœur et d'un récepteur GPS intégré.

### Apple S3
Utilisé dans l'Apple Watch Series 3. Il dispose d'un processeur double cœur 70 % plus rapide que l'Apple S2 et d'un récepteur GPS intégré. Il existe également une option pour un modem cellulaire et un module eSIM interne. Il comprend également la puce W2. 

### Apple S4
Utilisé dans l'Apple Watch Series 4. Il dispose d'un processeur bicœur 64 bits personnalisé conçu par Apple avec des performances jusqu'à deux fois plus rapides. Il contient également la puce sans fil W3, qui prend en charge le Bluetooth 5.

### Apple S5
Utilisé dans l' Apple Watch Series 5, l' Apple Watch SE, et l'HomePod mini . Il a le même processeur bicœur 64 bits et GPU personnalisé conçu par Apple que le S4, à l'exception du magnétomètre intégré.

### Apple S6
Utilisé dans l'Apple Watch Series 6. Il dispose d'un processeur bicœur 64 bits personnalisé conçu par Apple qui fonctionne jusqu'à 20 % plus rapidement que le S5. Les doubles cœurs du S6 sont basés sur les « petits » cœurs Thunder économes en énergie de l'A13. Comme le S4 et le S5, il contient également la puce sans fil W3. Le S6 ajoute la nouvelle puce ultra large bande U1, un altimètre toujours allumé et une connexion Wi-Fi 5 GHz.

### Apple S7
Utilisé dans l'Apple Watch Series 7, la puce S7 est un SiP disposant du même processeur bicœur 64 bits que la puce Apple S6. Elle intègre 32GB de stockage, le Bluetooth 5.0 et 1GB de RAM. Selon Apple, les deux cœurs de la puce S7 qui sont basés sur la puce A13 permettent à l'Apple Watch Series 7 d'avoir 20% de performances en plus que l'Apple Watch Series 5 possédant la puce S5.

### Apple S8
Utilisé dans l'Apple Watch Series 8, l'Apple Watch SE 2 et l'Apple Watch Ultra, la puce S8 est un SiP disposant du même processeur bicœur 64 bits que la puce Apple S6. Elle dispose en plus un accéléromètre pouvant détecter les accidents de voiture. Elle intègre le Bluetooth 5.3 et 32GB de stockage.

### Apple S9
Utilisé dans l'Apple Watch Series 9, et l'Apple Watch Ultra 2, la puce S9 est un SiP disposant d'un nouveau processeur bicœur 64 bits gravé en 5 nm, celui-ci est basé sur le processeur A15 de l'iPhone 13. Le gain de performances du GPU est de 30 % par rapport à la puce S8 précédente. Elle intègre 64 GB de stockage.

### Comparaison
| Nom | Numéro du Modèle | Image | Technologie des semi-conducteurs | Die (taille) | CPU ISA        | CPU                                     | CPU cache             | GPU                      | Technologie de la mémoire | Modem                                 | Lancement      | Utilisé dans les appareils                             | OS d'origine | Dernier OS    |
| --- | ---------------- | ----- | -------------------------------- | ------------ | -------------- | --------------------------------------- | --------------------- | ------------------------ | ------------------------- | ------------------------------------- | -------------- | ------------------------------------------------------ | ------------ | ------------- |
| S1  | APL0778          |       | 28 nm HK MG,                     | 32 mm2       | ARMv7k         | 520 MHz single-core Cortex-A7           | L1d: 32 KB L2: 256 KB | PowerVR Series 5         | LPDDR3                    |                                       | Avril 2015     | - Apple Watch (1re génération)                         | watchOS 1.0  | watchOS 4.3.2 |
| S1P | TBC              |       | TBC                              | TBC          | ARMv7k,        | 520 MHz dual-core Cortex-A7 without GPS | TBC                   | PowerVR Series 6 'Rouge' | LPDDR3                    |                                       | Septembre 2016 | - Apple Watch Series 1                                 | watchOS 3.0  | watchOS 6.x   |
| S2  | TBC              |       | TBC                              | TBC          | ARMv7k         | 520 MHz dual-core Cortex-A7 with GPS    | TBC                   | PowerVR Series 6 'Rouge' | LPDDR3                    |                                       | Septembre 2016 | - Apple Watch Series 2                                 | watchOS 3.0  | watchOS 6.x   |
| S3  | TBC              |       | TBC                              | TBC          | ARMv7k         | Dual-core                               | TBC                   | TBC                      | LPDDR4                    | Qualcomm MDM9635M (Snapdragon X7 LTE) | Septembre 2017 | - Apple Watch Series 3                                 | watchOS 4.0  | Actuel        |
| S4  | TBC              |       | TBC                              | TBC          | ARMv8-A ILP32, | Dual-core                               | TBC                   | Apple G11M               | TBC                       | TBC                                   | Septembre 2018 | - Apple Watch Series 4                                 | watchOS 5.0  | Actuel        |
| S5  | TBC              |       | TBC                              | TBC          | ARMv8-A ILP32  | Dual-core                               | TBC                   | Apple G11M               | TBC                       | TBC                                   | Septembre 2019 | - Apple Watch Series 5 - Apple Watch SE - HomePod mini | watchOS 6.0  | Actuel        |
| S6  | TBC              |       | TBC                              | TBC          | TBC            | Dual-core Thunder                       | TBC                   | TBC                      | TBC                       | TBC                                   | Septembre 2020 | - Apple Watch Series 6                                 | watchOS 7.0  | Actuel        |

## Série T

### Apple T1
La puce Apple T1 est un SoC ARMv7 (dérivé du processeur du S2 SiP) d'Apple pilotant le System Management Controller (SMC) et le capteur Touch ID des MacBook Pro 2016 et 2017 avec Touch Bar. Cette puce fonctionne comme une enclave sécurisée pour le traitement et le cryptage des empreintes digitales ainsi que comme un gardien du microphone et de la caméra FaceTime HD, protégeant ces cibles potentielles contre les tentatives de piratage potentielles. Le T1 exécute bridgeOS, une variante de watchOS, distincte du processeur Intel exécutant macOS.

### Apple T2
La puce Apple T2 est un SoC d'Apple lancé pour la première fois dans l'iMac Pro 2017. Il s'agit d'une puce ARMv8 64 bits (une variante de l'A10 ou T8010) qui exécute un système d'exploitation distinct appelé bridgeOS 2.0 dérivé de watchOS. Il fournit une enclave sécurisée pour les clés cryptées, donne aux utilisateurs la possibilité de verrouiller le processus de démarrage de l'ordinateur, gère les fonctions système telles que la caméra et le contrôle audio et gère le cryptage et le décryptage à la volée du disque SSD,,. Le T2 offre également un « traitement d'image amélioré » pour la caméra FaceTime HD de l'iMac Pro,. Le 12 juillet 2018, Apple a lancé un MacBook Pro mis à jour qui comprend la puce T2, qui active entre autres la fonction « Hey Siri »,. Le 7 novembre 2018, Apple a lancé un Mac mini et un MacBook Air mis à jour avec la puce T2,. Le 4 août 2020, un rafraîchissement de l'iMac 5K a été annoncé, qui inclut la puce T2.

### Comparaison
| Nom | Numéro du Modèle | Image              | Technologie des semi-conducteurs | Die taille | CPU ISA | CPU | Cache du processeur | GPU          | Technologie de la mémoire | Lancement     | Utilisé dans les appareils |
| --- | ---------------- | ------------------ | -------------------------------- | ---------- | ------- | --- | ------------------- | ------------ | ------------------------- | ------------- | --- |
| T1  | APL1023          | Apple T1 Processor |                                  |            | ARMv7   |     |                     | À déterminer |                           | Octobre 2016  | - MacBook Pro (13-inch, 2016, Four Thunderbolt 3 Ports) - MacBook Pro (15-inch, 2016) - MacBook Pro (13-inch, 2017, Four Thunderbolt 3 Ports) - MacBook Pro (15-inch, 2017) |
| T2  | APL1027          | Apple T2 Processor |                                  |            | ARMv8-A |     |                     | À déterminer | LPDDR4                    | Décembre 2017 | - iMac Pro 2017 - iMac 27-inch (mid-2020) - MacBook Pro (13-inch, 2018, Four Thunderbolt 3 Ports) - MacBook Pro (15-inch, 2018) - Mac mini (2018) - MacBook Air (2018) - MacBook Pro (15-inch, 2019) - MacBook Pro (13-inch, 2019) - MacBook Pro (13-inch, 2020) - MacBook Air (2019) - MacBook Pro (16-inch, 2019) - Mac Pro (2019) - MacBook Air (2020) |

## Série W
La série Apple « W » est une famille de système sur une puce (SoC) et de puces sans fil se concentrant sur la connectivité Bluetooth et Wi-Fi.

### Apple W1
L'Apple W1 est un SoC d'Apple utilisé dans les AirPods 2016 et certains casques Beats,. Il maintient une connexion Bluetooth de classe 1 avec un périphérique informatique et décode le flux audio qui lui est envoyé.

### Apple W2
L'Apple W2 est utilisé dans l'Apple Watch Series 3. Il est intégré à l'Apple S3 SiP. Apple a annoncé que la mise en œuvre de la puce rend le Wi-Fi 85 % plus rapide et le Bluetooth et le Wi-Fi 50 % plus économes en énergie que la conception de la puce du modèle précédent. 

### Apple W3
L'Apple W3 est utilisé dans les Apple Watch Series 4, Series 5 , Series 6, Series 7. Il est intégré aux SiP Apple S4, S5, S6 et S7. Il prend en charge Bluetooth 5.0.

### Comparaison
| Nom | Numéro du Modèle    | Image         | Technologie des semi-conducteurs | Die taille | CPU ISA | CPU | Cache du processeur | Technologie de la mémoire | Bluetooth | Lancement      | Utilisé dans les appareils                                                          |
| --- | ------------------- | ------------- | -------------------------------- | ---------- | ------- | --- | ------------------- | ------------------------- | --------- | -------------- | ----------------------------------------------------------------------------------- |
| W1  | 343S00130 343S00131 | Puce Apple W1 | TBC                              | 14,3 mm 2  | TBC     | TBC | TBC                 | TBC                       | 4.2       | Septembre 2016 | - AirPods (1st Gen.) - Beats Solo3 - Powerbeats3 - BeatsX - Beats Studio3 - HomePod |
| W2  | 338S00348           | Puce Apple W2 | TBC                              | TBC        | TBC     | TBC | TBC                 | TBC                       | 4.2       | Septembre 2017 | - Apple Watch Series 3                                                              |
| W3  | 338S00464           | Puce Apple W3 | TBC                              | TBC        | TBC     | TBC | TBC                 | TBC                       | 5,0       | Septembre 2018 | - Apple Watch série 4 - Apple Watch série 5 - Apple Watch série 6                   |

## Série H

### Apple H1
La puce Apple H1 est utilisée pour la première fois dans la version 2019 des AirPods, puis est utilisée dans les Powerbeats Pro, les Beats Solo Pro, les AirPods Pro, les AirPods Max, et les Powerbeats 2020. Spécialement conçue pour les écouteurs, elle dispose de Bluetooth 5.0, prend en charge les commandes mains libres « Siri » et offre une latence inférieure de 30 % par rapport à la puce W1 dans la version précédente des AirPods.
| Nom | Numéro du Modèle    | Image | Bluetooth | Lancement | Utilisé dans les appareils                                           |
| --- | ------------------- | ----- | --------- | --------- | -------------------------------------------------------------------- |
| H1  | 343S00289 343S00290 | TBC   | 5,0       | Mars 2019 | - AirPods (2nd gen.) - Powerbeats Pro - Beats Solo Pro - AirPods Pro |

## Série U

### Apple U1
La puce Apple U1, introduite dans les iPhones de 2019 et également utilisée dans l'Apple Watch Series 6, dans les iPhones de 2020, et dans HomePod mini utilise la technologie Ultra wideband pour des fonctions de reconnaissance spatiale telles qu'un AirDrop amélioré,,.
| Nom | Numéro du Modèle | Image         | Technologie des semi-conducteurs | Lancement      | Utilisé dans les appareils |
| --- | ---------------- | ------------- | -------------------------------- | -------------- | --- |
| U1  | TMKA75           | Puce Apple U1 | FinFET 16 nm ( TSMC 16FF)        | Septembre 2019 | - iPhone 11 - iPhone 11 Pro - iPhone 11 Pro Max - iPhone 12 Mini - iPhone 12 - iPhone 12 Pro - iPhone 12 Pro Max - Apple Watch Series 6 - HomePod mini |

## Série M

### Apple M1 (génération)
La puce Apple M1 est un processeur pour PC de bureau, gravée en 5 nm. Elle est annoncée le 10 novembre 2020, et est la première puce à utiliser une architecture ARM sur des ordinateurs Apple. Elle équipe les ordinateurs MacBook Air, Mac mini et MacBook Pro 13" version fin 2020.
Depuis avril 2021, cette puce équipe aussi l'iMac 24" et l'iPad Pro.
Depuis mars 2022, cette puce équipe aussi l'iPad Air 5.
Les puces Apple M1 Pro et Apple M1 Max ont été annoncées le 18 octobre 2021. Elles équipent les nouveaux MacBook Pro 14" et MacBook Pro 16".
Depuis mars 2022, le Mac Studio est également équipé de la puce Apple M1 Max en entrée de gamme.
La puce Apple M1 Ultra est annoncée le 8 mars 2022 en même temps qu'un nouvel ordinateur Mac Studio dont il est équipé.
Elle constitue la dernière puce pour la génération M1,.

### Apple M2
Apple annonce le 6 juin 2022, lors de la WWDC 2022, la puce Apple M2 qui équipe les MacBook Air et MacBook Pro 13" version 2022.

### Apple M3
Apple annonce les puces M3, M3 Pro et M3 Max durant la Keynote "Scary fast" du 30 octobre 2023. Celles-ci sont disponibles avec les nouveaux MacBook Pro et iMac.
Les puces Apple M3 profitent d’une gravure en 3 nm contre 5 nm sur les générations précédentes. Cela permet, d'après Apple, une réduction de la consommation de 50 % par rapport aux puces M1 et de 30 % face aux dernières puces M2.
Les SoC Apple M3 présentent également une nouvelle technologie appelée Dynamic caching, celle-ci permet d'améliorer la gestion de la mémoire vidéo en allouant automatiquement la quantité de mémoire nécessaire au GPU en temps réel. Il y a aussi la prise en charge directe du Mesh Shading et du Ray Tracing par les nouveaux processeurs.
Un nouveau moteur médias est inclus avec les puces M3, celui-ci permet la prise en charge du décodage du codec vidéo AV1.

### Apple M4
Apple annonce le 7 mai 2024 la puce M4 pour les iPad Pro M4 (11" et 13" pouces), dont le processeur neuronal atteint 38 TOPS

### Comparaison
| Général  | Général          | Général | Technologie semi-conducteur | Technologie semi-conducteur | Technologie semi-conducteur | Technologie semi-conducteur | CPU       | CPU             | CPU       | CPU           | CPU             | CPU       | CPU           | CPU         | CPU                                                  | CPU                | CPU       | GPU             | GPU       | GPU            | GPU      | GPU           | GPU                                        | GPU                  | Accélérateur IA | Accélérateur IA | Technologie mémoire | Technologie mémoire | Technologie mémoire | Technologie mémoire      | Première sortie  | Utilisé dans les appareils |
| Nom      | Numéro du Modèle | Image   | Procédé                     | Nombre de transistors       | Surface du die              | Densité de transistors      | ISA CPU   | Nom du cœur (P) | Cœurs (P) | Fréquence (P) | Nom du cœur (E) | Cœurs (E) | Fréquence (E) | Total cœurs | Cache L1                                             | Cache L2           | Cache SLC | Fournisseur GPU | Cœurs GPU | Unités SIMD/EU | ALU FP32 | Fréquence GPU | Perf. FP32 (TFLOPS)                        | Ray tracing matériel | Cœurs IA        | TOPS            | Largeur bus mémoire | Bits par voie       | Type mémoire        | Bande passante théorique | Première sortie  | Utilisé dans les appareils |
| -------- | ---------------- | ------- | --------------------------- | --------------------------- | --------------------------- | --------------------------- | --------- | --------------- | --------- | ------------- | --------------- | --------- | ------------- | ----------- | ---------------------------------------------------- | ------------------ | --------- | --------------- | --------- | -------------- | -------- | ------------- | ------------------------------------------ | -------------------- | --------------- | --------------- | ------------------- | ------------------- | ------------------- | ------------------------ | ---------------- | --- |
| M1       | APL1102 / T8103  |         | TSMC N5                     | 16 milliards                | 118,91 mm²                  | ~134 MTr/mm²                | ARMv8.5-A | Firestorm       | 4         | 3,20 GHz      | Icestorm        | 4         | 2,06 GHz      | 8           | P: L1i 192 KB / L1d 128 KB E: L1i 128 KB / L1d 64 KB | P: 12 MB ; E: 4 MB | 8 MB      | 4ᵉ gén. Apple   | 7         | 28             | 896      | 1 278 MHz     | 2,290                                      | non                  | 16              | 11 TOPS         | 128-bit             | 2 voies × 64-bit    | LPDDR4X-4266        | 68,25 GB/s               | 17 novembre 2020 | MacBook Air (fin 2020); Mac mini (2020); MacBook Pro 13" (fin 2020); iPad Pro 12,9" (5ᵉ gén.); iPad Pro 11" (3ᵉ gén.); iMac (2021); iPad Air 5 |
| M1 Pro   | APL1103 / T6000  |         | TSMC N5                     | 33,7 milliards              | ≈245 mm²                    | ~137 MTr/mm²                | ARMv8.5-A | Firestorm       | 6         | 3,23 GHz      | Icestorm        | 2         | 2,06 GHz      | 10          | P: L1i 192 KB / L1d 128 KB E: L1i 128 KB / L1d 64 KB | P: 24 MB ; E: 4 MB | 24 MB     | 4ᵉ gén. Apple   | 14        | 56             | 1 792    | 1 296 MHz     | 4,644                                      | non                  | 16              | 11 TOPS         | 256-bit             | 2 voies × 128-bit   | LPDDR5-6400         | 204,8 GB/s               | 26 octobre 2021  | MacBook Pro 14" (2021); MacBook Pro 16" (2021)                                                                                                 |
| M1 Pro   | APL1103 / T6000  | —       | TSMC N5                     | 16                          | ≈245 mm²                    | ~137 MTr/mm²                | ARMv8.5-A | Firestorm       | 6         | 3,23 GHz      | Icestorm        | 2         | 2,06 GHz      | 10          | P: L1i 192 KB / L1d 128 KB E: L1i 128 KB / L1d 64 KB | P: 24 MB ; E: 4 MB | 24 MB     | 4ᵉ gén. Apple   | 64        | 2 048          | 5,308    | 1 296 MHz     |                                            | non                  | 16              | 11 TOPS         | 256-bit             | 2 voies × 128-bit   | LPDDR5-6400         | 204,8 GB/s               | 26 octobre 2021  | MacBook Pro 14" (2021); MacBook Pro 16" (2021)                                                                                                 |
| M1 Max   | APL1105 / T6001  |         | TSMC N5                     | 57 milliards                | ≈432 mm²                    | ~132 MTr/mm²                | ARMv8.5-A | Firestorm       | 8         | 3,23 GHz      | Icestorm        | 2         | 2,06 GHz      | 10          | P: L1i 192 KB / L1d 128 KB E: L1i 128 KB / L1d 64 KB | P: 24 MB ; E: 4 MB | 48 MB     | 4ᵉ gén. Apple   | 24        | 96             | 3 072    | 1 296 MHz     | 7,962                                      | non                  | 16              | 11 TOPS         | 512-bit             | 4 voies × 128-bit   | LPDDR5-6400         | 409,6 GB/s               | 26 octobre 2021  | MacBook Pro 14"/16" (2021); Mac Studio |
| M1 Max   | APL1105 / T6001  | —       | TSMC N5                     | 32                          | ≈432 mm²                    | ~132 MTr/mm²                | ARMv8.5-A | Firestorm       | 8         | 3,23 GHz      | Icestorm        | 2         | 2,06 GHz      | 10          | P: L1i 192 KB / L1d 128 KB E: L1i 128 KB / L1d 64 KB | P: 24 MB ; E: 4 MB | 48 MB     | 4ᵉ gén. Apple   | 128       | 4 096          | 10,0     | 1 296 MHz     |                                            | non                  | 16              | 11 TOPS         | 512-bit             | 4 voies × 128-bit   | LPDDR5-6400         | 409,6 GB/s               | 26 octobre 2021  | MacBook Pro 14"/16" (2021); Mac Studio |
| M1 Ultra | APL1W06 / T6002  |         | TSMC N5                     | 114 milliards               | ≈864 mm²                    | ~132 MTr/mm²                | ARMv8.5-A | Firestorm       | 16        | 3,23 GHz      | Icestorm        | 4         | 2,06 GHz      | 20          | P: 48 MB ; E: 8 MB                                   | 96 MB              | 96 MB     | 4ᵉ gén. Apple   | 48        | 192            | 6 144    | 1 296 MHz     | 15,925                                     | non                  | 32              | 22 TOPS         | 1 024-bit           | 8 voies × 128-bit   | LPDDR5-6400         | 819,2 GB/s               | 18 mars 2022     | Mac Studio |
| M1 Ultra | APL1W06 / T6002  | —       | TSMC N5                     | 64                          | ≈864 mm²                    | ~132 MTr/mm²                | ARMv8.5-A | Firestorm       | 16        | 3,23 GHz      | Icestorm        | 4         | 2,06 GHz      | 20          | P: 48 MB ; E: 8 MB                                   | 96 MB              | 96 MB     | 4ᵉ gén. Apple   | 256       | 8 192          | 21,27    | 1 296 MHz     |                                            | non                  | 32              | 22 TOPS         | 1 024-bit           | 8 voies × 128-bit   | LPDDR5-6400         | 819,2 GB/s               | 18 mars 2022     | Mac Studio |
| M2       | APL1109 / T8112  |         | TSMC N5P                    | 20 milliards                | 155,25 mm²                  | ~129 MTr/mm²                | ARMv8.6-A | Avalanche       | 4         | 3,50 GHz      | Blizzard        | 4         | 2,42 GHz      | 8           | P: 16 MB ; E: 4 MB                                   | 8 MB               | 8 MB      | 5ᵉ gén. Apple   | 8         | 32             | 1 024    | 1 398 MHz     | 2,863                                      | non                  | 16              | 15,8 TOPS       | 128-bit             | 2 voies × 64-bit    | LPDDR5-6400         | 102,4 GB/s               | 24 juin 2022     | MacBook Pro 13" (2022); MacBook Air (2022) |
| M2       | APL1109 / T8112  | —       | TSMC N5P                    | 9                           | 155,25 mm²                  | ~129 MTr/mm²                | ARMv8.6-A | Avalanche       | 4         | 3,50 GHz      | Blizzard        | 4         | 2,42 GHz      | 8           | P: 16 MB ; E: 4 MB                                   | 8 MB               | 8 MB      | 5ᵉ gén. Apple   | 36        | 1 152          | 3,578    | 1 398 MHz     | iPad Air (spéc. 2024)*                     | non                  | 16              | 15,8 TOPS       | 128-bit             | 2 voies × 64-bit    | LPDDR5-6400         | 102,4 GB/s               | 24 juin 2022     | |
| M2       | APL1109 / T8112  | —       | TSMC N5P                    | 10                          | 155,25 mm²                  | ~129 MTr/mm²                | ARMv8.6-A | Avalanche       | 4         | 3,50 GHz      | Blizzard        | 4         | 2,42 GHz      | 8           | P: 16 MB ; E: 4 MB                                   | 8 MB               | 8 MB      | 5ᵉ gén. Apple   | 40        | 1 280          | 3,86     | 1 398 MHz     | MacBook Pro 13" (2022); MacBook Air (2022) | non                  | 16              | 15,8 TOPS       | 128-bit             | 2 voies × 64-bit    | LPDDR5-6400         | 102,4 GB/s               | 24 juin 2022     | |
| M2 Pro   | APL1113 / T6020  | —       | TSMC N5P                    | 40 milliards                | ~289 mm²                    | ~138 MTr/mm²                | ARMv8.6-A | Avalanche       | 6         | 3,50 GHz      | Blizzard        | 4         | 2,42 GHz      | 10          | P: 32 MB ; E: 4 MB                                   | 24 MB              | 24 MB     | 5ᵉ gén. Apple   | 16        | 64             | 2 048    | 1 398 MHz     | 5,726                                      | non                  | 16              | 15,8 TOPS       | 256-bit             | 4 voies × 64-bit    | LPDDR5-6400         | 204,8 GB/s               | 24 janvier 2023  | MacBook Pro 14"/16" (2023); Mac mini (2023) |
| M2 Pro   | APL1113 / T6020  | —       | TSMC N5P                    | —                           | ~289 mm²                    | ~138 MTr/mm²                | ARMv8.6-A | Avalanche       | 8         | 3,50 GHz      | Blizzard        | 4         | 2,42 GHz      | 12          | P: 32 MB ; E: 4 MB                                   | 24 MB              | 24 MB     | 5ᵉ gén. Apple   | 19        | 76             | 2 432    | 1 398 MHz     | 6,799                                      | non                  | 16              | 15,8 TOPS       | 256-bit             | 4 voies × 64-bit    | LPDDR5-6400         | 204,8 GB/s               | 24 janvier 2023  | MacBook Pro 14"/16" (2023); Mac mini (2023) |
| M2 max   | APL1111 / T6021  | —       | TSMC N5P                    | 67 milliards                | —                           | —                           | ARMv8.6-A | Avalanche       | 8         | 3,69 GHz      | Blizzard        | 4         | 2,42 GHz      | 12          | P: 32 MB ; E: 4 MB                                   | 48 MB              | 48 MB     | 5ᵉ gén. Apple   | 30        | 120            | 3 840    | 1 398 MHz     | 10,736                                     | non                  | 16              | 15,8 TOPS       | 512-bit             | 4 voies × 128-bit   | LPDDR5-6400         | 409,6 GB/s               | 24 janvier 2023  | MacBook Pro 14"/16" (2023); Mac Studio (2023)                                                                                                  |
| M2 max   | APL1111 / T6021  | —       | TSMC N5P                    | —                           | —                           | —                           | ARMv8.6-A | Avalanche       | 8         | 3,69 GHz      | Blizzard        | 4         | 2,42 GHz      | 12          | P: 32 MB ; E: 4 MB                                   | 48 MB              | 48 MB     | 5ᵉ gén. Apple   | 38        | 152            | 4 864    | 1 398 MHz     | 13,599                                     | non                  | 16              | 15,8 TOPS       | 512-bit             | 4 voies × 128-bit   | LPDDR5-6400         | 409,6 GB/s               | 24 janvier 2023  | MacBook Pro 14"/16" (2023); Mac Studio (2023)                                                                                                  |
| M2 Ultra | APL1W12 / T6022  | —       | TSMC N5P                    | 134 milliards               | —                           | —                           | ARMv8.6-A | Avalanche       | 16        | 3,00–3,70 GHz | Blizzard        | 8         | 2,42 GHz      | 24          | P: 64 MB ; E: 8 MB                                   | 96 MB              | 96 MB     | 5ᵉ gén. Apple   | 60        | 240            | 7 680    | 1 398 MHz     | 21,473                                     | non                  | 32              | 31,6 TOPS       | 1 024-bit           | 8 voies × 128-bit   | LPDDR5-6400         | 819,2 GB/s               | 13 juin 2023     | Mac Studio (2023); Mac Pro (2023) |
| M2 Ultra | APL1W12 / T6022  | —       | TSMC N5P                    | —                           | —                           | —                           | ARMv8.6-A | Avalanche       | 16        | 3,00–3,70 GHz | Blizzard        | 8         | 2,42 GHz      | 24          | P: 64 MB ; E: 8 MB                                   | 96 MB              | 96 MB     | 5ᵉ gén. Apple   | 76        | 304            | 9 728    | 1 398 MHz     | 27,199                                     | non                  | 32              | 31,6 TOPS       | 1 024-bit           | 8 voies × 128-bit   | LPDDR5-6400         | 819,2 GB/s               | 13 juin 2023     | Mac Studio (2023); Mac Pro (2023) |
| M3       | APL1201 / T8122  | —       | TSMC N3B                    | 25 milliards                | —                           | —                           | (n/a)     | —               | 4         | 4,05 GHz      | —               | 4         | 2,75 GHz      | 8           | P: 16 MB ; E: 4 MB                                   | 8 MB               | 8 MB      | 7ᵉ gén. Apple   | 8         | 128            | 1 024    | 1 380 MHz     | 2,826                                      | 16                   | 16              | 18 TOPS         | 128-bit             | 2 voies × 64-bit    | LPDDR5              | 102,4 GB/s               | 7 novembre 2023  | iMac (2023); MacBook Pro 14" (entrée de gamme 2023)                                                                                            |
| M3       | APL1201 / T8122  | —       | TSMC N3B                    | —                           | —                           | —                           | (n/a)     | —               | 4         | 4,05 GHz      | —               | 4         | 2,75 GHz      | 8           | P: 16 MB ; E: 4 MB                                   | 8 MB               | 8 MB      | 7ᵉ gén. Apple   | 10        | 160            | 1 280    | 1 380 MHz     | 3,533                                      | 16                   | 16              | 18 TOPS         | 128-bit             | 2 voies × 64-bit    | LPDDR5              | 102,4 GB/s               | 7 novembre 2023  | MacBook Pro 14" (2023) |
| M3 Pro   | APL1203 / T6030  |         | TSMC N3B                    | 37 milliards                | —                           | —                           | (n/a)     | —               | 5         | 4,05 GHz      | —               | 6         | 2,75 GHz      | 11          | P: 16 MB ; E: 4 MB                                   | 12 MB              | 12 MB     | 7ᵉ gén. Apple   | 14        | 224            | 1 792    | 1 380 MHz     | 4,946                                      | 16                   | 16              | 18 TOPS         | 192-bit             | 3 voies × 64-bit    | LPDDR5              | 153,6 GB/s               | 7 novembre 2023  | MacBook Pro 14"/16" (2023) |
| M3 Pro   | APL1203 / T6030  | —       | TSMC N3B                    | 6                           | —                           | —                           | (n/a)     | —               | 12        | 4,05 GHz      | —               | 6         | 2,75 GHz      | 18          | P: 16 MB ; E: 4 MB                                   | 12 MB              | 12 MB     | 7ᵉ gén. Apple   | 288       | 2 304          | 6,359    | 1 380 MHz     |                                            | 16                   | 16              | 18 TOPS         | 192-bit             | 3 voies × 64-bit    | LPDDR5              | 153,6 GB/s               | 7 novembre 2023  | MacBook Pro 14"/16" (2023) |
| M3 Max   | APL1204 / T6034  |         | TSMC N3B                    | 92 milliards                | —                           | —                           | (n/a)     | —               | 10        | 4,05 GHz      | —               | 4         | 2,75 GHz      | 14          | P: 32 MB ; E: 4 MB                                   | 48 MB              | 48 MB     | 7ᵉ gén. Apple   | 30        | 480            | 3 840    | 1 380 MHz     | 10,598                                     | 16                   | 16              | 18 TOPS         | 384-bit             | 3 voies × 128-bit   | LPDDR5              | 307,2 GB/s               | 7 novembre 2023  | MacBook Pro 14"/16" (2023) |
| M3 Max   | APL1204 / T6031  | —       | TSMC N3B                    | 12                          | —                           | —                           | (n/a)     | —               | 16        | 4,05 GHz      | —               | 4         | 2,75 GHz      | 40          | P: 32 MB ; E: 4 MB                                   | 48 MB              | 48 MB     | 7ᵉ gén. Apple   | 640       | 5 120          | 14,131   | 1 380 MHz     | 4 voies × 128-bit                          | 16                   | 16              | 18 TOPS         | 384-bit             | 409,6 GB/s          | LPDDR5              | MacBook Pro 16" (2023)   | 7 novembre 2023  | |
| M3 Ultra | T6032            |         | TSMC N3B                    | 184 milliards               | —                           | —                           | (n/a)     | —               | 20        | 4,05 GHz      | —               | 8         | 2,75 GHz      | 28          | P: 64 MB ; E: 8 MB                                   | 96 MB              | 96 MB     | 7ᵉ gén. Apple   | 60        | 960            | 7 680    | 1 380 MHz     | 21,197                                     | 16                   | 16              | 36 TOPS         | 1 024-bit           | 8 voies × 128-bit   | LPDDR5              | 819,2 GB/s               | 12 mars 2025     | Mac Studio (2025) |
| M3 Ultra | T6032            | —       | TSMC N3B                    | 24                          | —                           | —                           | (n/a)     | —               | 32        | 4,05 GHz      | —               | 8         | 2,75 GHz      | 76          | P: 64 MB ; E: 8 MB                                   | 96 MB              | 96 MB     | 7ᵉ gén. Apple   | 1 216     | 10 240         | 28,262   | 1 380 MHz     |                                            | 16                   | 16              | 36 TOPS         | 1 024-bit           | 8 voies × 128-bit   | LPDDR5              | 819,2 GB/s               | 12 mars 2025     | Mac Studio (2025) |
| M4       | APL1206 / T8132  | —       | TSMC N3E                    | 28 milliards                | —                           | —                           | ARMv9     | —               | 4         | 4,40 GHz      | —               | 4         | 2,85 GHz      | 8           | P: 16 MB ; E: 4 MB                                   | 8 MB               | —         | 8ᵉ gén. Apple   | 8         | 128            | 1 024    | 1 470 MHz     | 2,83                                       | 38                   | 16              | 38 TOPS         | 128-bit             | 2 voies × 64-bit    | LPDDR5X-7500        | 120 GB/s                 | 15 mai 2024      | iPad Pro (M4) 2024 |
| M4       | APL1206 / T8132  | —       | TSMC N3E                    | —                           | —                           | —                           | ARMv9     | —               | 3         | 4,40 GHz      | —               | 6         | 2,85 GHz      | 9           | P: 16 MB ; E: 4 MB                                   | 10 MB              | —         | 8ᵉ gén. Apple   | 9         | 160            | 1 280    | 1 470 MHz     | 4,26                                       | 38                   | 16              | 38 TOPS         | 128-bit             | 2 voies × 64-bit    | LPDDR5X-7500        | 120 GB/s                 | 15 mai 2024      | iPad Pro (M4) 2024 |
| M4       | APL1206 / T8132  | —       | TSMC N3E                    | —                           | —                           | —                           | ARMv9     | —               | 4         | 4,40 GHz      | —               | 6         | 2,85 GHz      | 10          | P: 16 MB ; E: 4 MB                                   | 10 MB              | —         | 8ᵉ gén. Apple   | 10        | 160            | 1 280    | 1 470 MHz     | 4,26                                       | 38                   | 16              | 38 TOPS         | 128-bit             | 2 voies × 64-bit    | LPDDR5X-7500        | 120 GB/s                 | 15 mai 2024      | iPad Pro (M4) 2024 |
| M4 pro   | T6040            |         | TSMC N3E                    | —                           | —                           | —                           | ARMv9     | —               | 8         | 4,51 GHz      | —               | 4         | 2,85 GHz      | 12          | P: 2×16 MB ; E: 4 MB                                 | —                  | —         | 8ᵉ gén. Apple   | 16        | 256            | 2 048    | 1 578 MHz     | 6,82                                       | 38                   | 16              | 38 TOPS         | 256-bit             | 4 voies × 64-bit    | LPDDR5X-8533        | 273 GB/s                 | 8 novembre 2024  | (Attendu) MacBook Pro |
| M4 pro   | T6040            | —       | TSMC N3E                    | 10                          | —                           | —                           | ARMv9     | —               | 14        | 4,51 GHz      | —               | 4         | 2,85 GHz      | —           | P: 2×16 MB ; E: 4 MB                                 | —                  | 20        | 8ᵉ gén. Apple   | 320       | 2 560          | 8,52     | 1 578 MHz     |                                            | 38                   | 16              | 38 TOPS         | 256-bit             | 4 voies × 64-bit    | LPDDR5X-8533        | 273 GB/s                 | 8 novembre 2024  | (Attendu) MacBook Pro |
| M4 Max   | T6041            |         | TSMC N3E                    | —                           | —                           | —                           | ARMv9     | —               | 10        | 4,51 GHz      | —               | 4         | 2,85 GHz      | 14          | P: 32 MB ; E: 4 MB                                   | —                  | —         | 8ᵉ gén. Apple   | 32        | 512            | 4 096    | —             | 13,64                                      | 38                   | 16              | 38 TOPS         | 512-bit             | 4 voies × 128-bit   | LPDDR5X-8533        | 409,6 GB/s               | 8 novembre 2024  | (Attendu) MacBook Pro / Mac Studio |
| M4 Max   | T6041            | —       | TSMC N3E                    | 12                          | —                           | —                           | ARMv9     | —               | 16        | 4,51 GHz      | —               | 4         | 2,85 GHz      | —           | P: 32 MB ; E: 4 MB                                   | —                  | 40        | 8ᵉ gén. Apple   | 640       | 5 120          | —        | 17,04         | 546 GB/s                                   | 38                   | 16              | 38 TOPS         | 512-bit             | 4 voies × 128-bit   | LPDDR5X-8533        |                          | 8 novembre 2024  | (Attendu) MacBook Pro / Mac Studio |

## Série R

### Apple R1
Lors de la WWDC 2023, le 5 juin 2023, Apple a dévoilé une nouvelle gamme de puces intégrées à l’Apple Vision Pro. En plus de la puce Apple M2, le casque est équipé de la nouvelle puce Apple R1, spécialement conçue pour gérer en temps réel l’environnement de l’utilisateur. Cette puce traite les données transmises par les douze caméras, les cinq capteurs et les six microphones intégrés, garantissant une expérience fluide en épaulant la puce M2. La puce R1 s'occupe également de diffuser les images sur les écrans du casque en 12 millisecondes.

## Voir également
- Coprocesseurs de mouvement Apple
- ARM Cortex-A9 MPCore
- Les GPU PowerVR SGX ont également été utilisés dans l' iPhone 3GS et l'iPod touch de troisième génération
- PWRficient, un processeur conçu par PA Semi, une société acquise par Apple pour former un département interne de conception de puces personnalisées
- Transition des Macintosh vers l'ARM

## Plateformes similaires
- BCM2xxxx par Broadcom
- A31 par AllWinner
- Atom par Intel
- Exynos par Samsung
- je. MX par Freescale Semiconductor
- Jaguar et Puma par AMD
- Kirin par HiSilicon
- MTxxxx par MediaTek
- NovaThor par ST-Ericsson
- OMAP par Texas Instruments
- RK3xxx par Rockchip
- Snapdragon par Qualcomm
- Tegra par Nvidia